# Saint-Martin-de-Saint-Maixent
Saint-Martin-de-Saint-Maixent település Franciaországban, Deux-Sèvres megyében. Lakosainak száma 1066 fő (2022. január 1.). Saint-Martin-de-Saint-Maixent Azay-le-Brûlé, Nanteuil, Romans, Sainte-Eanne, Saint-Maixent-l’École, Sainte-Néomaye és Souvigné községekkel határos.

## Népesség
A település népessége az elmúlt években az alábbi módon változott:
| Lakosok száma | 1110 | 1094 | 1127 | 1105 | 1094 | 1083 | 1072 | 1068 | 1066 |
|               | 2013 | 2015 | 2016 | 2017 | 2018 | 2019 | 2020 | 2021 | 2022 |